# (13111) Papacosmas
(13111) Papacosmas (1993 OW1) – planetoida z pasa głównego asteroid okrążająca Słońce w ciągu 2,71 lat w średniej odległości 1,94 j.a. Odkryta 23 lipca 1993 roku.